# Grisòlas
Grisòlas (en francès Grisolles) és un municipi francès situat al departament de Tarn i Garona i a la regió d'Occitània.

## Demografia
| 1962                                       | 1968  | 1975  | 1982  | 1990  | 1999  | 2006  |
| ------------------------------------------ | ----- | ----- | ----- | ----- | ----- | ----- |
| 1.883                                      | 2.126 | 2.349 | 2.619 | 2.772 | 2.917 | 3.320 |
| Des de 1962: població sense dobles comptes |       |       |       |       |       |       |

## Administració
| Període   | Identitat           | Partit |
| --------- | ------------------- | ------ |
| 1983-1995 | Maurice Mondoulet   |        |
| 1995-2008 | Jean-Pierre Lacourt |        |
| 2008-     | Patrick Marty       |        |

## Personatges il·lustres
- Jean Dargassies (1872-1965), ciclista.

## Monuments

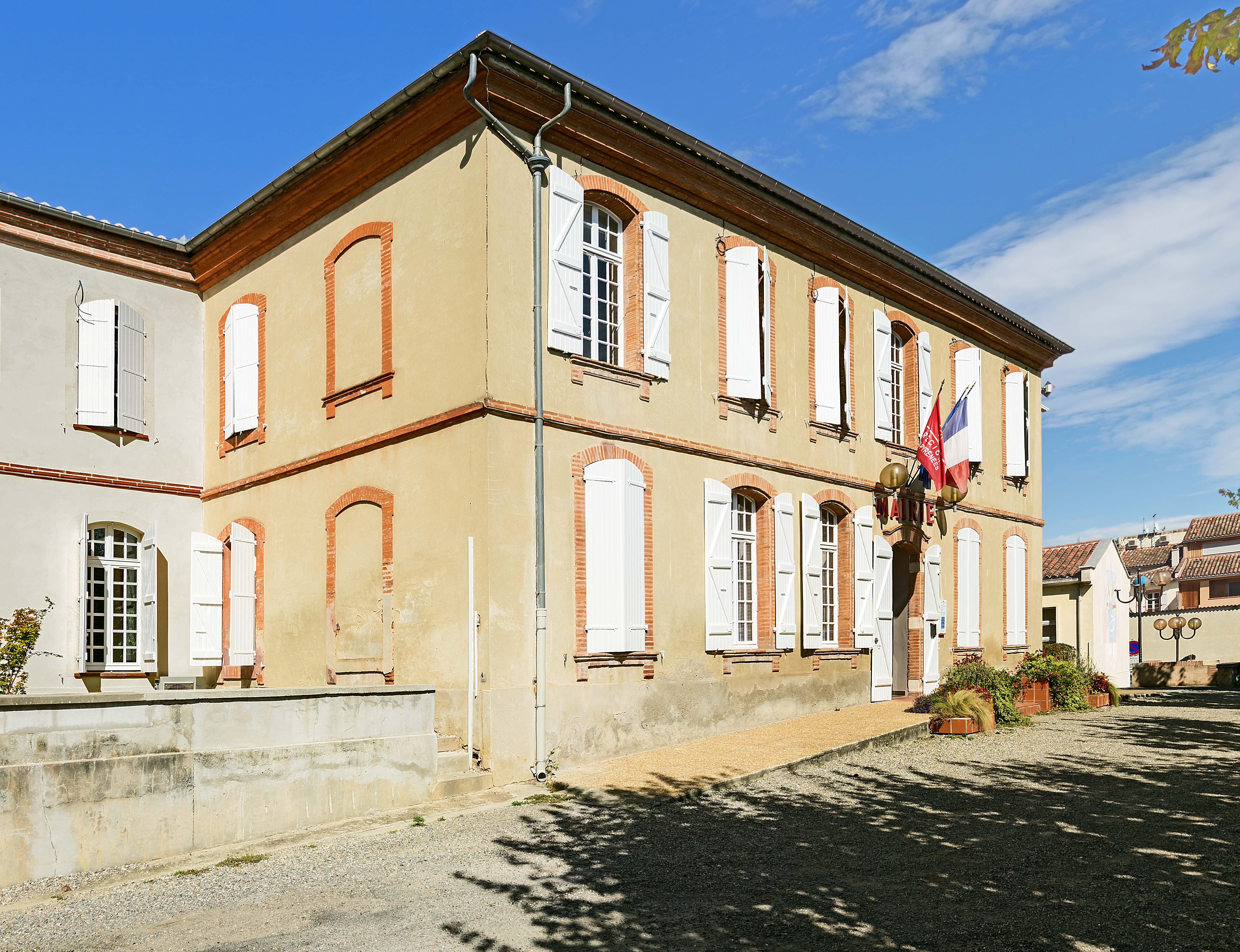
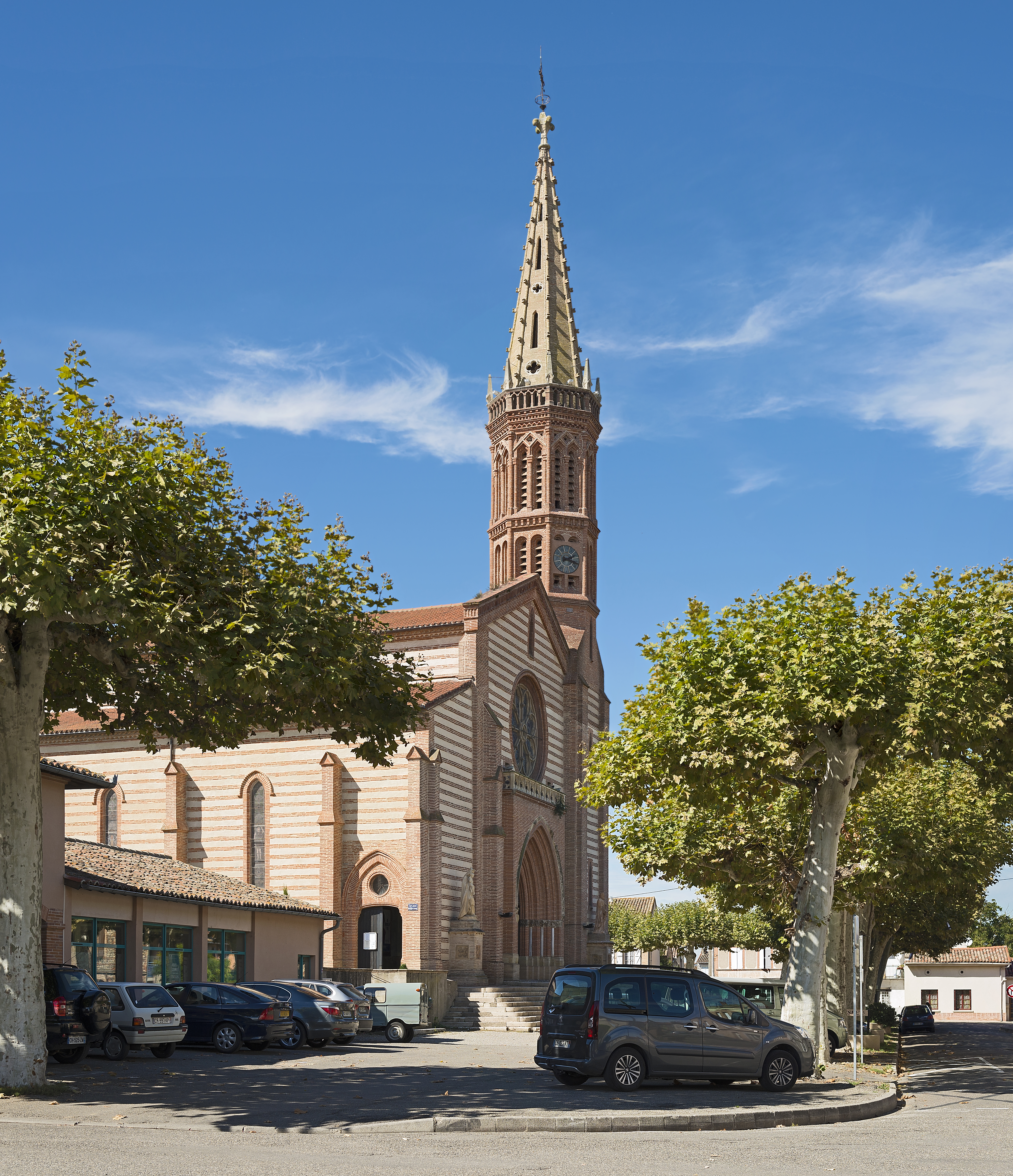
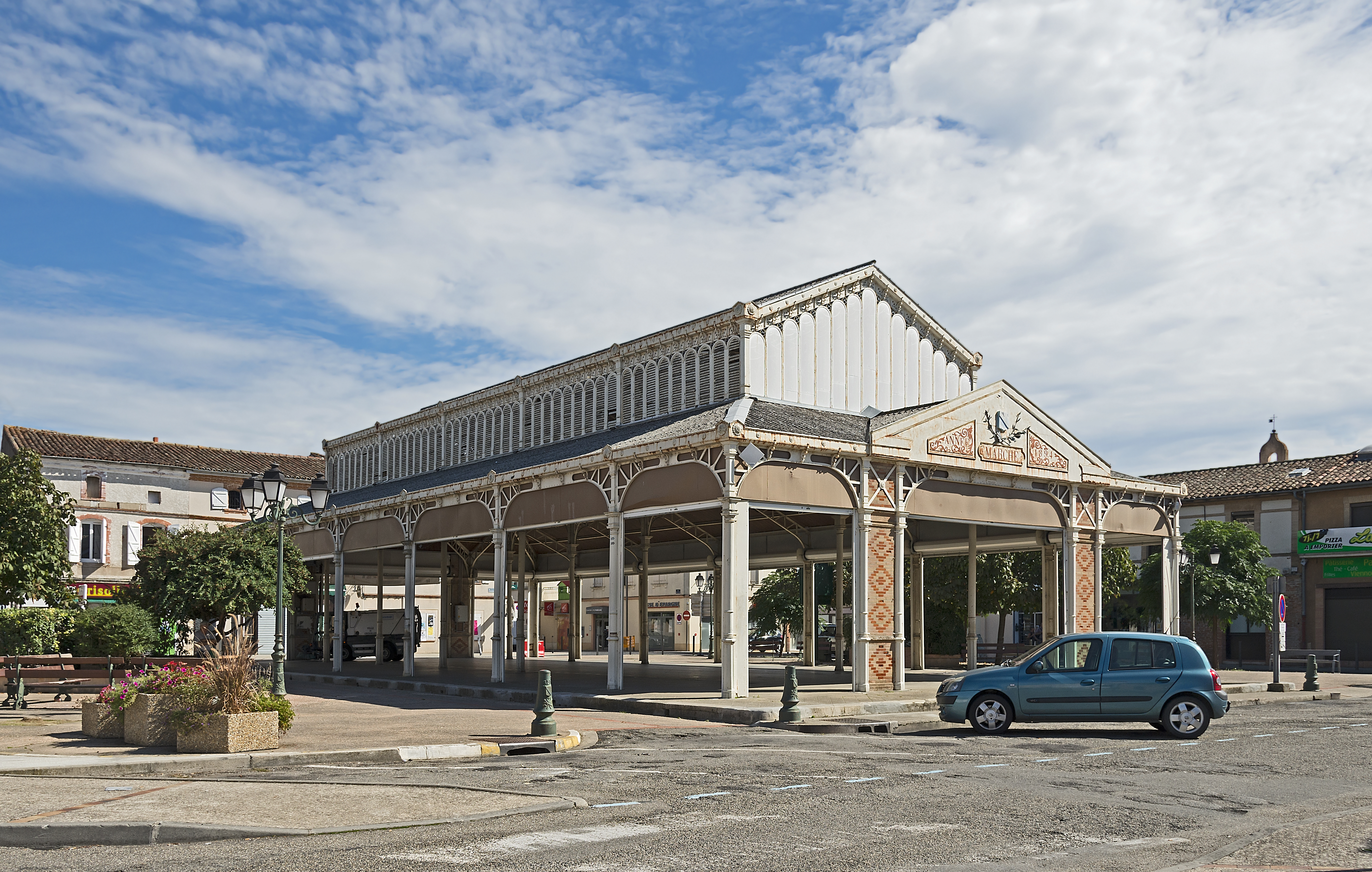
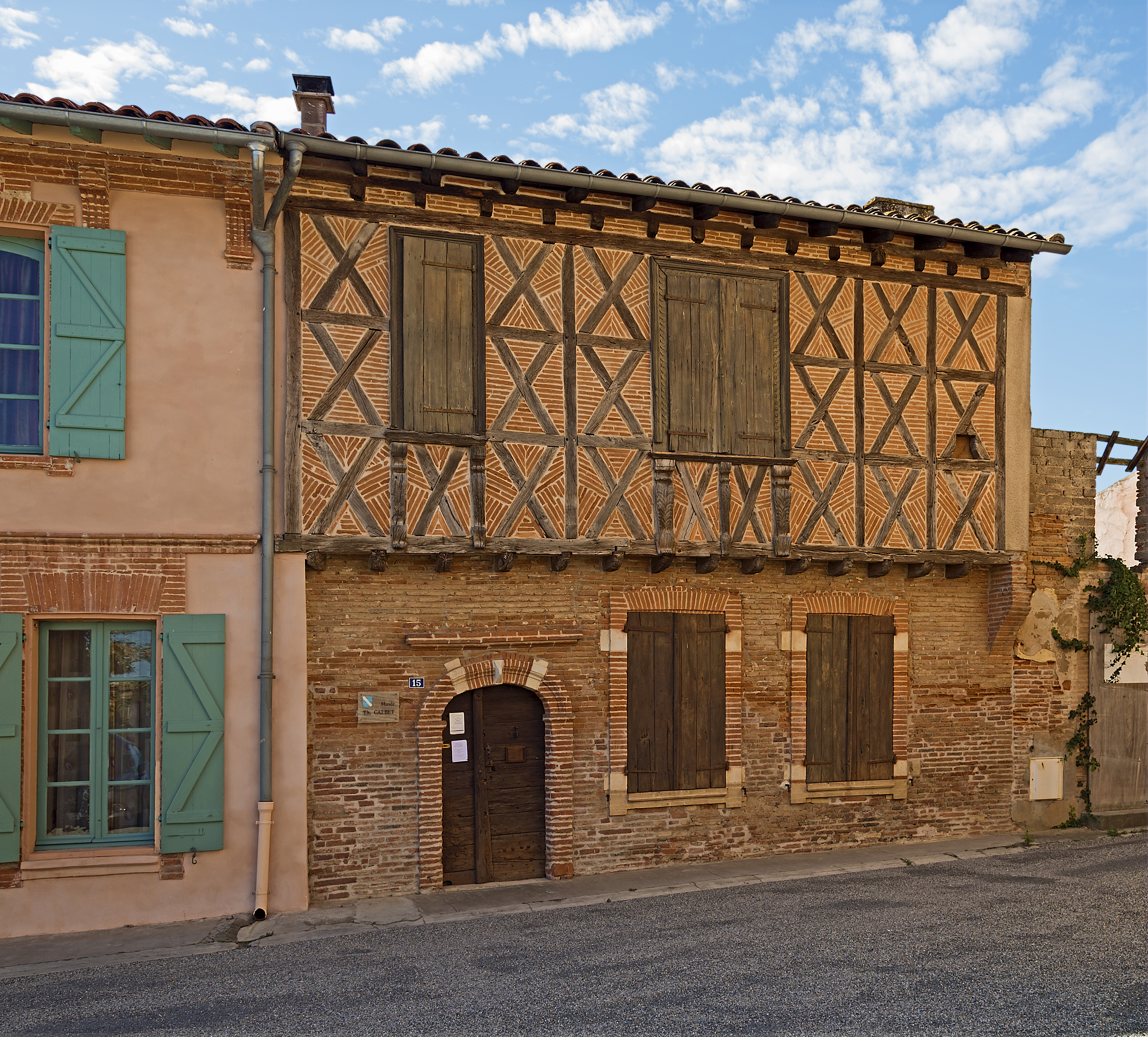